# Saint-Julien-de-Coppel
Pour les articles homonymes, voir Saint-Julien et Coppel.
Saint-Julien-de-Coppel est une commune française située dans le département du Puy-de-Dôme, en région Auvergne-Rhône-Alpes. Elle fait partie de l'aire d'attraction de Clermont-Ferrand.

## Géographie

### Localisation
Sept communes sont limitrophes de Saint-Julien-de-Coppel :
| Saint-Georges-sur-Allier |                        | Billom     |
| Busséol                  | Saint-Julien-de-Coppel | Montmorin  |
| Laps                     | Sallèdes               | Isserteaux |

#### Lieux-dits et écarts
- Contournat : village d'environ 300 habitants ; présence d'une maison de retraite.
- Plusieurs petits écarts, tels que Coppel ou Roche qui ne comportent que quelques maisons.

### Climat
Pour des articles plus généraux, voir Climat d'Auvergne-Rhône-Alpes et Climat du Puy-de-Dôme.
En 2010, le climat de la commune est de type climat des marges montargnardes, selon une étude du Centre national de la recherche scientifique s'appuyant sur une série de données couvrant la période 1971-2000. En 2020, Météo-France publie une typologie des climats de la France métropolitaine dans laquelle la commune est exposée à un climat de montagne ou de marges de montagne et est dans la région climatique Nord-est du Massif Central, caractérisée par une pluviométrie annuelle de 800 à 1 200 mm, bien répartie dans l’année.
Pour la période 1971-2000, la température annuelle moyenne est de 10,9 °C, avec une amplitude thermique annuelle de 16,1 °C. Le cumul annuel moyen de précipitations est de 850 mm, avec 9,9 jours de précipitations en janvier et 7,4 jours en juillet. Pour la période 1991-2020, la température moyenne annuelle observée sur la station météorologique de Météo-France la plus proche, « Fayet-le-Château », sur la commune de Fayet-le-Château à 8 km à vol d'oiseau, est de 11,2 °C et le cumul annuel moyen de précipitations est de 889,9 mm,. Pour l'avenir, les paramètres climatiques de la commune estimés pour 2050 selon différents scénarios d'émission de gaz à effet de serre sont consultables sur un site dédié publié par Météo-France en novembre 2022.

## Urbanisme

### Typologie
Au 1er janvier 2024, Saint-Julien-de-Coppel est catégorisée commune rurale à habitat dispersé, selon la nouvelle grille communale de densité à sept niveaux définie par l'Insee en 2022.
Elle est située hors unité urbaine. Par ailleurs la commune fait partie de l'aire d'attraction de Clermont-Ferrand, dont elle est une commune de la couronne,. Cette aire, qui regroupe 209 communes, est catégorisée dans les aires de 200 000 à moins de 700 000 habitants,.

### Occupation des sols
L'occupation des sols de la commune, telle qu'elle ressort de la base de données européenne d’occupation biophysique des sols Corine Land Cover (CLC), est marquée par l'importance des territoires agricoles (76,5 % en 2018), en diminution par rapport à 1990 (81,1 %). La répartition détaillée en 2018 est la suivante : terres arables (36,8 %), prairies (25,1 %), forêts (18,9 %), zones agricoles hétérogènes (14,6 %), zones urbanisées (3,6 %), mines, décharges et chantiers (1,1 %). L'évolution de l’occupation des sols de la commune et de ses infrastructures peut être observée sur les différentes représentations cartographiques du territoire : la carte de Cassini (XVIIIe siècle), la carte d'état-major (1820-1866) et les cartes ou photos aériennes de l'IGN pour la période actuelle (1950 à aujourd'hui).

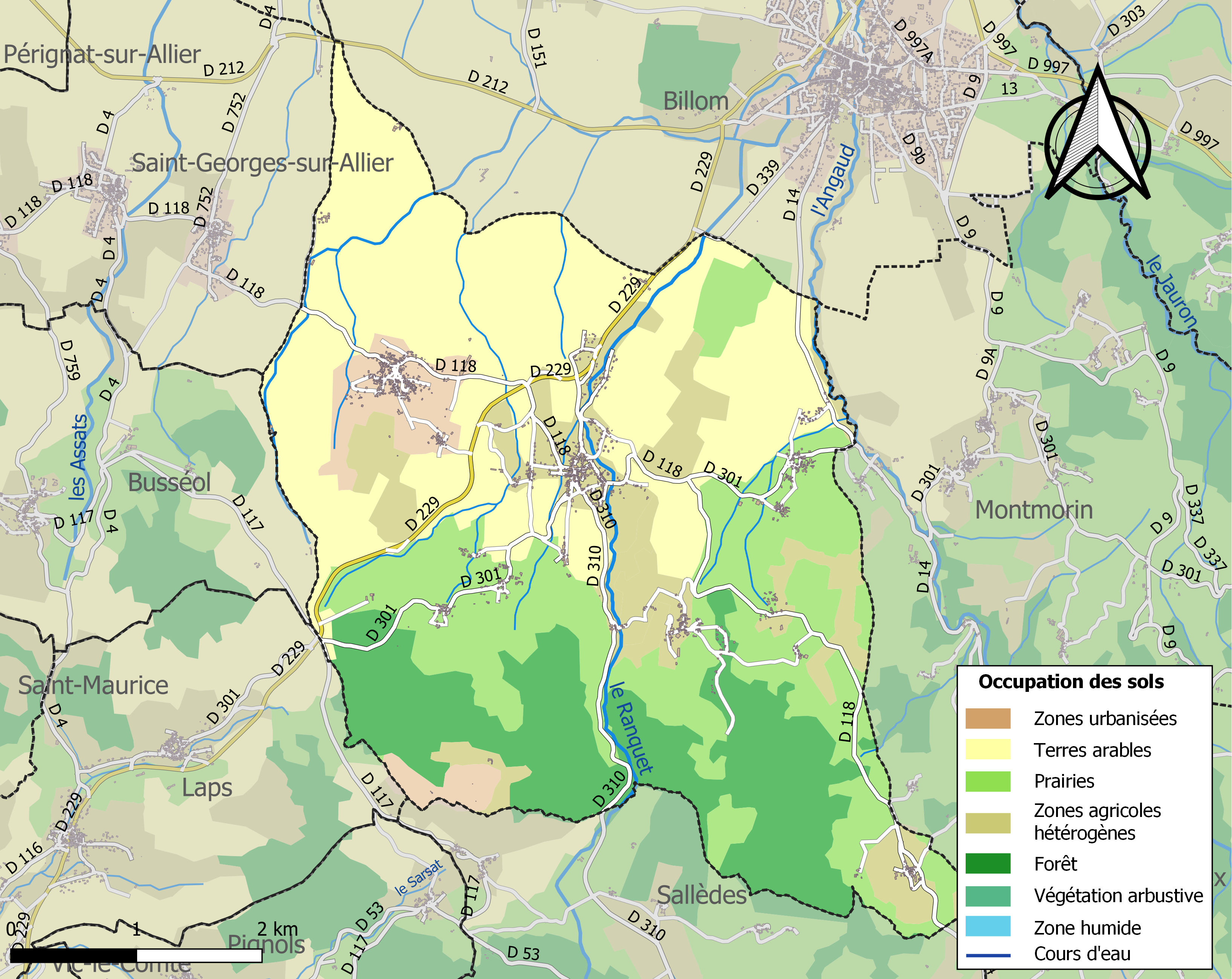
Carte des infrastructures et de l'occupation des sols de la commune en 2018 (CLC).

### Voies de communication et transports
La commune est traversée par la route départementale 229 reliant Vic-le-Comte au sud-ouest et Billom au nord-est. La départementale 301 relie Laps à l'ouest et Montmorin à l'est en passant par la mairie et le village de Layras ; la D 310 part du centre-bourg vers le sud en direction de Sallèdes par le lieu-dit Pointilloux ; la D 118 relie du sud-est au nord-ouest Coppel à Contournat et continue au-delà vers Saint-Georges-sur-Allier.

## Histoire
Seigneurie de Contournât : Les milites d'Auzon sont au XIIIe siècle propriétaires de la seigneurie et de son château. Ce sont en fait les premiers seigneurs livrés par la documentation écrite (Étienne d'Auzon). Les vestiges actuels sont ceux d'un château du XVe siècle qui posent ses fondations sur celui d'un précédent édifice vraisemblablement construit avant le XIIIe siècle.
Au cours de la période révolutionnaire de la Convention nationale (1792-1795), la commune a porté le nom de Roche-Coppel.
Durant la Seconde guerre mondiale, la Maison d'enfants de La Tourelle à Saint-Julien-de-Coppel cache des enfants juifs. Parmi eux, le futur sénateur communiste Guy Schmaus.

## Politique et administration

### Découpage territorial
La commune de Saint-Julien-de-Coppel est membre de la communauté de communes Billom Communauté, un établissement public de coopération intercommunale (EPCI) à fiscalité propre créé le 1er janvier 2017 dont le siège est à Billom. Ce dernier est par ailleurs membre d'autres groupements intercommunaux.
Sur le plan administratif, elle est rattachée à l'arrondissement de Clermont-Ferrand, à la circonscription administrative de l'État du Puy-de-Dôme et à la région Auvergne-Rhône-Alpes.
Sur le plan électoral, elle dépend du canton de Billom pour l'élection des conseillers départementaux, depuis le redécoupage cantonal de 2014 entré en vigueur en 2015, et de la cinquième circonscription du Puy-de-Dôme pour les élections législatives, depuis le dernier découpage électoral de 2010.

### Élections municipales et communautaires

#### Élections de 2020
Le conseil municipal de Saint-Julien-de-Coppel commune de plus de 1 000 habitants, est élu au scrutin proportionnel de liste à deux tours (sans aucune modification possible de la liste), pour un mandat de six ans renouvelable. Compte tenu de la population communale, le nombre de sièges à pourvoir lors des élections municipales de 2020 est de 15. Les quinze conseillers municipaux sont élus au premier tour avec un taux de participation de 57,29 %, se répartissant en : treize sièges issus de la liste de Dominique Vauris et deux sièges issus de la liste de Jean Philippe Reussner.
Les trois sièges attribués à la commune au sein du conseil communautaire de la communauté de communes Billom Communauté sont issus de la liste de Dominique Vauris.

#### Chronologie des maires
| Période                                  | Période                        | Identité          | Étiquette | Qualité  |
| ---------------------------------------- | ------------------------------ | ----------------- | --------- | -------- |
| Les données manquantes sont à compléter. |                                |                   |           |          |
| avant 1981                               | ?                              | René Romeuf       | PS        |          |
| mars 2008                                | mars 2014                      | Liliane Avit      |           |          |
| mars 2014 (réélu en 2020)                | En cours (au 9 septembre 2020) | Dominique Vauris, | DVG       | Retraité |

### Jumelages
- Frisange (Luxembourg)
- Saint-Julien-des-Landes (France)

## Population et société

### Démographie
L'évolution du nombre d'habitants est connue à travers les recensements de la population effectués dans la commune depuis 1793. Pour les communes de moins de 10 000 habitants, une enquête de recensement portant sur toute la population est réalisée tous les cinq ans, les populations de référence des années intermédiaires étant quant à elles estimées par interpolation ou extrapolation. Pour la commune, le premier recensement exhaustif entrant dans le cadre du nouveau dispositif a été réalisé en 2008.

En 2022, la commune comptait 1 294 habitants, en évolution de +1,89 % par rapport à 2016 (Puy-de-Dôme : +2,1 %, France hors Mayotte : +2,11 %).
| 1793  | 1800  | 1806  | 1821  | 1831  | 1836  | 1841  | 1846  | 1851  |
| ----- | ----- | ----- | ----- | ----- | ----- | ----- | ----- | ----- |
| 2 040 | 2 052 | 2 331 | 2 383 | 2 176 | 2 297 | 2 204 | 2 192 | 2 208 |

| 1856  | 1861  | 1866  | 1872  | 1876  | 1881  | 1886  | 1891  | 1896  |
| ----- | ----- | ----- | ----- | ----- | ----- | ----- | ----- | ----- |
| 2 164 | 2 060 | 1 939 | 1 865 | 1 824 | 1 758 | 1 653 | 1 537 | 1 505 |

| 1901  | 1906  | 1911  | 1921  | 1926 | 1931 | 1936 | 1946 | 1954 |
| ----- | ----- | ----- | ----- | ---- | ---- | ---- | ---- | ---- |
| 1 432 | 1 313 | 1 280 | 1 019 | 979  | 959  | 870  | 772  | 752  |

| 1962 | 1968 | 1975 | 1982 | 1990 | 1999 | 2006  | 2008  | 2013  |
| ---- | ---- | ---- | ---- | ---- | ---- | ----- | ----- | ----- |
| 672  | 647  | 608  | 707  | 867  | 902  | 1 053 | 1 100 | 1 206 |

| 2018  | 2022  | - | - | - | - | - | - | - |
| ----- | ----- | - | - | - | - | - | - | - |
| 1 283 | 1 294 | - | - | - | - | - | - | - |

## Culture locale et patrimoine

### Lieux et monuments

#### L'église
Cet édifice gothique (XIVe – XVe siècle) est constitué d'une nef gothique à trois travées, précédée d'un porche surmonté d'une tour carrée à deux étages, et d'un chœur à trois pans.

#### La chapelle de Roche
Ancienne chapelle du château de Roche qui s'élevait sur le promontoire, ce modeste sanctuaire roman (XIe siècle) est remarquable par sa corniche en pierre sous la toiture et les modillons qui la soutiennent.

### Patrimoine naturel
La commune de Saint-Julien-de-Coppel est adhérente du parc naturel régional Livradois-Forez.